# We All Stand
We All Stand – utwór napisany i nagrany przez angielski zespół rockowy New Order. Pojawił się na ich drugim albumie studyjnym Power, Corruption & Lies wydanym w roku 1983.

## Występy na żywo
Po raz pierwszy publiczność mogła usłyszeć utwór zagrany na żywo na brukselskiej scenie Ancienne Belgique 15 kwietnia 1982 roku. Pierwsza nagrana w studio wersja wyemitowana została w radiu 1 czerwca 1982 r., podczas radiowej audycji, prowadzonej przez brytyjskiego prezentera i dziennikarza muzycznego Johna Peela. W 1990 to nagranie pojawiło się na krążku The Peel Sessions.